# Chișcăreni, Iași
Chișcăreni este un sat în comuna Șipote din județul Iași, Moldova, România.